# Garrote (Colón)
Garrote es un corregimiento del distrito de Portobelo en la provincia de Colón, República de Panamá. La localidad tiene 869 habitantes (2010).